# Valle del Liri
Das Valle del Liri ist ein Tal und eine geografische Region im südlichen Latium und Teil des größeren Valle Latina (= lateinischen Tal) in der Provinz Frosinone.
Durch das Tal fließt der Liri, der in der Provinz L’Aquila bei Cappadocia (Abruzzen) entspringt, durch das Valle Roveto fließt und in Sant’Apollinare mit dem Rapido Gari zusammenfließt, die zusammen den Garigliano bilden. Der Garigliano markiert die Grenze zwischen Latium und der Campagna Romana. Von der Quelle bis zum Zusammenfluss mit dem Gari hat er eine Länge von 120 km.

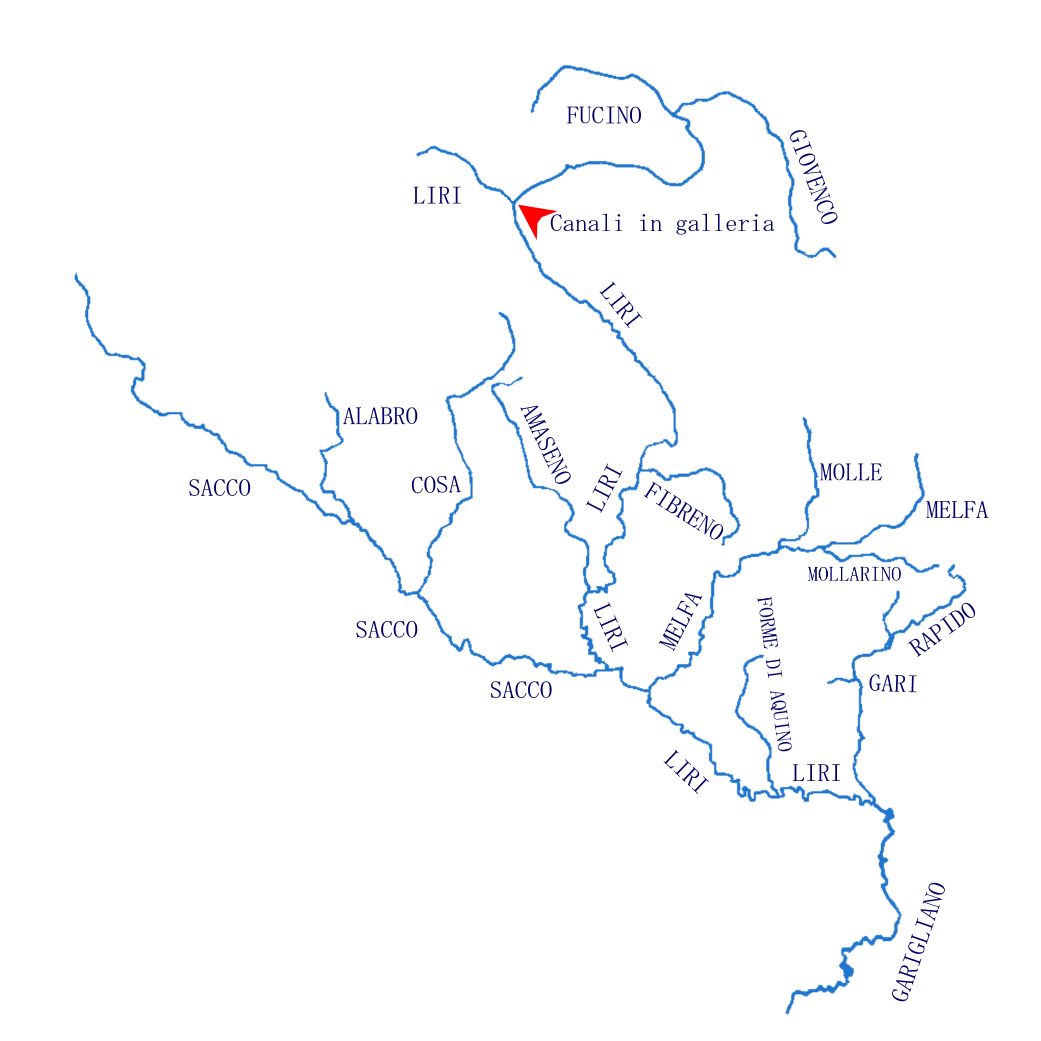
Einzugsgebiet des Liri

Das städtische Hauptzentrum der Region ist Sora.

## Geschichte
Durch archäologische Funde ist nachgewiesen, dass das Tal seit der Bronze- und Eisenzeit besiedelt war.
Vor der Eroberung durch die Römer war das Tal von den Volskern besiedelt. 1886 wurde beim Bau der Eisenbahnlinie Roccasecca – Avezzano in Isola del Liri eine große Nekropole der Volsker gefunden.
Mit der endgültigen Unterwerfung der Volsker 338 v. Chr. wurde das Gebiet Teil des Römischen Reichs. Im Zuge der Völkerwanderung kam es zu einem wirtschaftlichen Niedergang, und ab 8. Jahrhundert wurde das Tal von Langobarden in Besitz genommen.

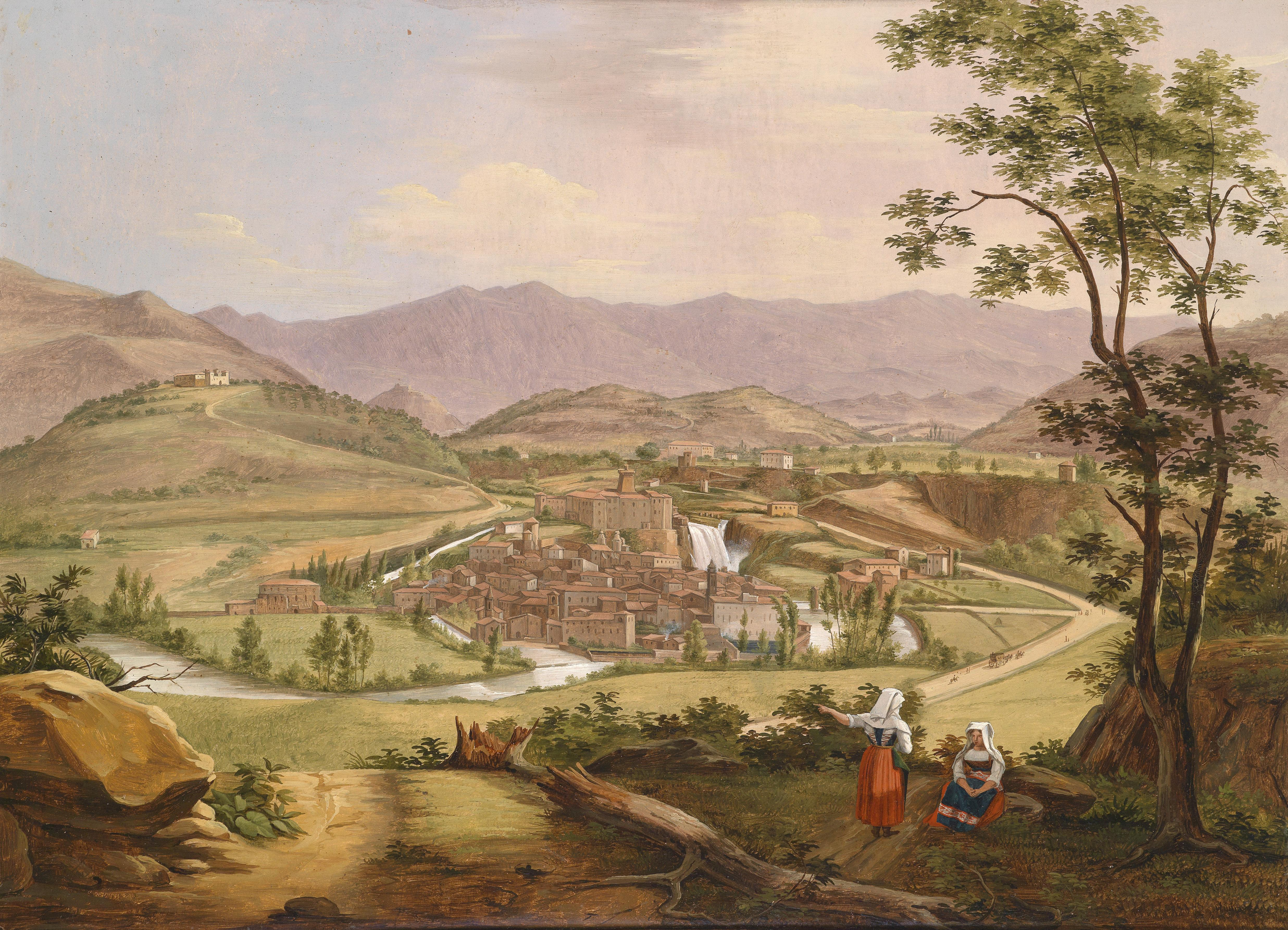
Das Valle des Liri bei Isola del Liri, 19. Jahrhundert

1004 bis 1010 gehörte das Gebiet zur Herrschaft des Langobarden Pietro di Rachis, Gastaldo von Sora und Arpino. Während der Machtkämpfe im 13. Jahrhundert zwischen Anhängern Friedrichs II. und den Guelfen, lehnte sich die Grafschaft Sora gegen die Herrschaft der Staufer auf, woraufhin die Stadt von den Anhängern Friedrichs verwüstet wurde.
1579 erwarb Papst Gregor XIII. für seinen Sohn Giacomo Boncompagni das Herzogtum Sora und die Grafschaft Arpino, damals an der Nordgrenze des Königreichs Neapel, für einen Betrag von 100.000 Goldscudi von Francesco Maria II. della Rovere.
1799 wurde auch die Provinz Frosinone von den Franzosen unter Napoleon erobert, der 1806 seinen Bruder Joseph als König von Neapel einsetzte, dem von 1808 bis 1815 Joachim Murat folgte. Unter den Franzosen nahm das Tal einen wirtschaftlichen Aufschwung, da die neuen Herrscher den Wasserreichtum des Tals nutzten und neue Industriebetriebe ansiedelten. Nach der endgültigen Niederlage Napoleons gelangte das Tal mit dem Königreich beider Sizilien 1860 an das neue Königreich Italien.